# Omphalodes
- Commons
- Wikispecies

Omphalodes é um gênero de plantas pertencente à família Boraginaceae.

## Lista de espécies
A lista de espécies segundo IPNI (The International Plant Names Index) e Tropicos (index du Jardin botanique du Missouri) à data de setembro de 2011 é:
- Omphalodes acuminata B.L.Rob. (1891)
- Omphalodes akiensis Kadota (2009)
  - Omphalodes akiensis f. albiflora Kadota (2009)
- Omphalodes aliena A. Gray ex Hemsl. (1882)
- Omphalodes amplexicaulis Lehm. (1818)
- Omphalodes aquatica Brand (1915) : ver Trigonotis radicans subsp. sericea (Maxim.) Riedl
  - Omphalodes aquatica var. sinica Brand (1915) : ver Trigonotis radicans subsp. sericea (Maxim.) Riedl
- Omphalodes blepharolepis Maxim. (1881) : ver Microula blepharolepis (Maxim.) I.M.Johnst.
- Omphalodes bodinieri H.Lév. (1913) : ver Mitreola petiolata (J.F.Gmel.) Torr. & A.Gray
- Omphalodes brassicifolia Sweet (1827)
- Omphalodes cappadocica (Willd.) A.DC. (1846) - sinónimo : Omphalodes cornifolia Lehm.
- Omphalodes cardiophylla A.Gray ex Hemsl. (1882)
- Omphalodes cariensis Boiss. (1844) : ver Paracaryum lithospermifolium subsp. cariense (Boiss.) R.R.Mill
- Omphalodes caucasica Brand (1921) : ver Omphalodes cappadocica (Willd.) A.DC.
- Omphalodes cavaleriei H.Lév. (1913) : ver Trigonotis cavaleriei (H.Lév.) Hand.-Mazz.
- Omphalodes chekiangensis Migo (1942) : ver Sinojohnstonia chekiangensis (Migo) W.T.Wang
- Omphalodes chiangii L.C.Higgins (1976)
- Omphalodes ciliaris (Bureau & Franch.) Brand (1929) : ver Microula ciliaris (Bureau & Franch.) I.M.Johnst.
- Omphalodes cilicica Hausskn. ex Brand (1921) : ver Omphalodes luciliae subsp. cilicica (Hausskn. ex Brand) Bornm.
- Omphalodes cordata Hemsl. (1890) : ver Sinojohnstonia moupinensis (Franch.) W.T.Wang
- Omphalodes cornifolia Lehm. (1818) : ver Omphalodes cappadocica (Willd.) A.DC.
- Omphalodes cristata Schrank (1812) : ver Paracaryum cristatum (Schrank) Boiss.
- Omphalodes davisiana Kit Tan & Sorger (1986)
- Omphalodes diffusa Maxim. (1881) : ver Microula diffusa (Maxim.) I.M.Johnst.
- Omphalodes erecta I.M.Johnst. (1935)
- Omphalodes esquirolii H.Lév. (1913) : ver Trigonotis cavaleriei (H.Lév.) Hand.-Mazz.
- Omphalodes formosana Masam. (1930) : ver Trigonotis nankotaizanensis (Sasaki) Masam. & Ohwi
- Omphalodes forrestii Diels (1912) : ver Microula forrestii (Diels) I.M.Johnst.
- Omphalodes fortisii G.Don (1838)
- Omphalodes glochidiata Bunge (1847) : ver Hackelia uncinata (Benth.) C.E.C.Fisch.
- Omphalodes heterophylla Rech.f. & Riedl (1963) : ver Lepechiniella microcarpa (Boiss.) Riedl
- Omphalodes hirsuta DC. (1846) : ver Paracaryum hirsutum (DC.) Boiss.
- Omphalodes howardii (A.Gray) A.Gray (1885)
- Omphalodes icumae Maxim. (1872)
- Omphalodes intermedia Decne. (1834) : ver Paracaryum micranthum (DC.) Boiss.
- Omphalodes japonica Maxim. (1872)
- Omphalodes krameri Franch. & Sav. (1878)
  - Omphalodes krameri f. albiflora Satomi (1983)
  - Omphalodes krameri f. leucantha Yonek. (2005)
- Omphalodes kusnetzovii Kolak. (1948)
- Omphalodes kuzinskyanae Willk. (1889)
- Omphalodes laevisperma Nakai (1949)
- Omphalodes lateriflora (Lam.) J.F.Macbr. (1916) : ver Pectocarya lateriflora (Lam.) DC.
- Omphalodes linifolia (L.) Moench (1794)
- Omphalodes linophylla St.-Lag. (1880)
- Omphalodes littoralis Lehm. (1818)
  - Omphalodes littoralis subsp. gallaecica M.Lainz. (1971)
- Omphalodes lojkae Somm. & Levier (1892) : ver Omphalodes rupestris subsp. lojkae (Sommier & Levier) Selvi
- Omphalodes longiflora (Benth.) A.DC. (1846) : ver Lindelofia longiflora (Benth.) Baill.
- Omphalodes luciliae Boiss. (1844)
  - Omphalodes luciliae subsp. cilicica (Hausskn. ex Brand) Bornm. (1896)
  - Omphalodes luciliae subsp. kurdica Rech.f. & H.Riedl (1988)
  - Omphalodes luciliae subsp. pisidica R.R.Mill (2011)
  - Omphalodes luciliae subsp. scopulorum' J.R.Edm. (1977)
- Omphalodes lusitanica (Willd.) Schrank (1812) : ver Cynoglossum creticum Mill.
- Omphalodes lisitanica (Brot.) Pourr. ex Lange (1864) : ver Omphalodes nitida (Willd.) Hoffmanns. & Link
- Omphalodes mairei H.Lév. (1913) : ver Trigonotis mairei (H.Lév.) I.M.Johnst.
- Omphalodes mexicana S.Watson (1890)
- Omphalodes micrantha DC. (1846) : ver Paracaryum micranthum (DC.) Boiss.
- Omphalodes moupinensis Franch. (1887) : ver Sinojohnstonia moupinensis (Franch.) W.T.Wang
- Omphalodes myosotoides (Labill.) Schrank (1812)
- Omphalodes nana A.Gray (1885)
  - Omphalodes nana var. aretioides (Cham.) A.Gray (1885)
  - Omphalodes nana var. chamissonis (DC.) A.Gray (1885)
- Omphalodes nervosa Edgew. ex C.B.Clarke (1885) : ver Cynoglossum microglochin var. nervosum (Benth. ex C.B.Clarke) Y.J.Nasir
- Omphalodes nitida (Willd.) Hoffmanns. & Link (1811)
- Omphalodes olgae (B.Fedtsch.) Brand (1929) : ver Stephanocaryum olgae (B.Fedtsch.) Popov - sinónimo : Trigonotis olgae B.Fedtsch.
- Omphalodes omphaloides (L.) Voss (1895) : ver Omphalodes verna Moench - sinónimo : Cynoglossum omphaloides L.
- Omphalodes papillosa DC. (1846) : ver Paracaryum intermedium var. papillosum (DC.) Kazmi
- Omphalodes pavoniana Boiss. (1849)
- Omphalodes persica Boiss. (1849) : ver Paracaryum rugulosum (DC.) Boiss.
- Omphalodes physodes Bunge (1847) : ver Paracaryum physodes (Bunge) H.Rield
- Omphalodes pontica K.Koch (1849) : ver Paracaryum ponticum (K.Koch) Boiss.
- Omphalodes prolifera Ohwi (1956)
- Omphalodes repens Schrank (1812) : ver Omphalodes verna Moench
- Omphalodes richardsonii G.L. Nesom (1988)
- Omphalodes ripleyana P.H.Davis (1956)
- Omphalodes rugulosum DC. (1846) : ver Paracaryum rugulosum (DC.) Boiss.
- Omphalodes runemarkii Strid & Kit Tan (2005)
- Omphalodes rupestris Rupr. ex Boiss. (1875)
  - Omphalodes rupestris subsp. lojkae (Sommier & Levier) Selvi (2009)
- Omphalodes scorpioides (Haenke) Schrank (1812)
- Omphalodes sempervirens (L.) D.Don (1825) : ver Pentaglottis sempervirens (L.) Tausch ex L.H.Bailey
- Omphalodes sericea Maxim. (1872) : ver Trigonotis radicans subsp. sericea (Maxim.) Riedl
  - Omphalodes sericea var. koreana Brand (1921) : ver Trigonotis radicans subsp. sericea (Maxim.) Riedl
- Omphalodes stricta K.Koch (1844) : ver Paracaryum hirsutum (DC.) Boiss.
- Omphalodes thomsoni Clarke (1883)
- Omphalodes trichocarpa Maxim. (1880)
- Omphalodes vaniotii H.Lév. (1913) : ver Trigonotis cavaleriei (H. Lév.) Hand.-Mazz.
- Omphalodes verna Moench (1794)
  - Omphalodes verna subsp. graeca Greuter (2005)
- Omphalodes wittmanniana Steven (1851) : ver Omphalodes cappadocica (Willd.) A.DC.